# Куликовичі
Кулико́вичі (Кульковичі) — село в Україні, у Луцькому районі Волинської області. Входить до складу Колківської селищної громади. Населення становить 479 осіб.

## Географія
Розташоване на правому березі Стиру.
Село компактне, всі вулиці покриті твердим покриття, у селі є водогін.

## Історія
На території села та околицях розташовані 4 археологічні пам'ятки: багатошарове поселення в урочищі Загамет; поселення тшинецько-комарівської культури, залишки поселень зарубинецької культури та городище давньоруського часу.
Перша згадка про село походить з 1488 року. За історичними даними назва села Куликовичі виникла від прізвища економа маєтку князя Четвертинського Куликова. Топонім — множинна форма від патроніма Куликов.
Історично «у Куликовичахь» (1488), Куліковиче (1778).
В 1577 р. село Куликовичі належало до князя Чарторийського.
За описом 1798 року в селі на річці стояло два млини, кожен на один камінь. Дворів всього було 55, у яких проживало 407 осіб. В селі була церква Покрови Богородиці і дерев'яний панський дім.
В часи Російської імперії село належало до Колківської волості Луцького повіту Волинської губернії.
В кінці ХІХ ст. частину маєтку Четвертинського, у тому числі і село Куликовичі, продали дрібним поміщикам. Село було куплене двома євреями на ім'я Асамуров. Так село стало дрібним маєтком. Перші мешканці займалися бджільництвом, рибальством, полюванням, згодом скотарством та землеробством.
В кінці 19 ст. було там 104 доми і 789 жителів, дерев'яна церква з 18 ст., на місці старої. На початку 19 століття належало до поміщика Асамурова 5 632 десятини.
На 01.01.2005 року в селі було 260 будинків, функціонувала школа І — ІІ ступеня, бібліотека, будинок культури, фельдшерсько — акушерський пункт, відділення зв'язку, АТС, три приватних торгових точки, магазин Куликовичівського споживчого товариства, адмінбудинок Куликовичівського лісництва Колківського держлісгоспу, сільськогосподарський кооператив «Куликовичівський», пилорама, млин.
12 червня 2020 року, відповідно до розпорядження Кабінету Міністрів України № 708-р «Про визначення адміністративних центрів та затвердження територій територіальних громад Волинської області», село увійшло у склад Колківської селищної громади.
19 липня 2020 року, в результаті адміністративно-територіальної реформи та ліквідації  Маневицького району, село увійшло до складу новоутвореного Луцького району.

## Населення
Населення села згідно переписів та люстрацій:
- 1798—407;
- кінець 19 століття — 789;

Згідно з переписом УРСР 1989 року чисельність наявного населення села становила 479 особи, з яких 241 чоловіків та 238 жінки.
За переписом населення України 2001 року в селі мешкало 814 осіб.

### Мова
Розподіл населення за рідною мовою за даними перепису 2001 року:
| Мова       | Відсоток |
| ---------- | -------- |
| українська | 99,63 %  |
| російська  | 0,24 %   |

## Відомі люди
- Лисий Яків Івкович — керівник Голобського районного проводу ОУН, лицар Срібного хреста бойової заслуги УПА 2 класу та Бронзового хреста заслуги УПА. Загинув поблизу села.

## Релігія
У селі є дві релігійні громади: християн віри євангельської та православна Свято-Покровської церкви ПЦУ (до 20.02.2019 УПЦ (МП)).
Православна церква в рамках атеїстичної кампанії радянської влади 1962 року була закрита. Парафію відновили 1992 року. Престольне свято — 14 жовтня.

## Пам'ятки
У селі встановлено:
- Пам'ятник землякам, які загинули в роки німецько-радянської війни;
- братські могили вояків УПА.